# Sojuz 31
Sojuz 31 (ryska: Союз-31) var en flygning i det sovjetiska rymdprogrammet. Flygningen gick till Saljut 6. Farkosten sköts upp med en Sojuz-U-raket från Kosmodromen i Bajkonur den 26 augusti 1978. Den dockade med rymdstationen den 27 augusti 1978. Den 7 september 1978 flyttades farkosten från rymdstationens akterport till stationens främre dockningsport. Farkosten lämnade rymdstationen den 2 november 1978. Några timmar senare återinträdde den i jordens atmosfär och landade i Sovjetunionen.
Det var den tredje flygningen i Interkosmos-serien. Sigmund Jähn blev den förste tysken (östtysk) i rymden.